# Gouvernement Aristide Briand (3)
Pour les articles homonymes, voir Gouvernement Aristide Briand.
Troisième République
Raymond Poincaré I Aristide Briand IV
Le troisième gouvernement Aristide Briand est le gouvernement de la Troisième République en France du 21 janvier 1913 au 18 février 1913.

## Composition

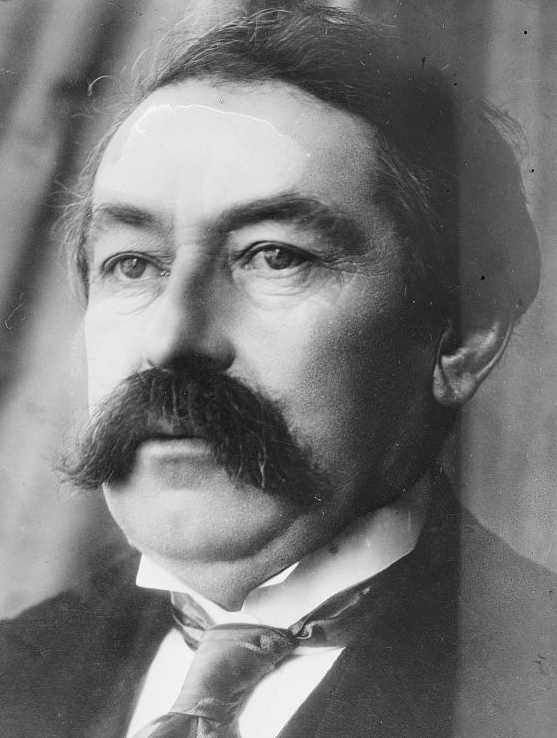
Aristide Briand

| Portefeuille                                                       | Titulaire | Titulaire          | Parti |
| ------------------------------------------------------------------ | --------- | ------------------ | ----- |
| Président du Conseil                                               |           | Aristide Briand    | PRS   |
| Ministres                                                          |           |                    |       |
| Ministre des Affaires étrangères                                   |           | Charles Jonnart    | PRD   |
| Ministre de la Guerre                                              |           | Eugène Étienne     | PRD   |
| Ministre de l'Instruction publique et des Beaux-Arts               |           | Théodore Steeg     | PRRRS |
| Ministre de l'Intérieur                                            |           | Aristide Briand    | PRS   |
| Ministre de la Justice                                             |           | Louis Barthou      | PRD   |
| Ministre de la Marine                                              |           | Pierre Baudin      | PRRRS |
| Ministre de l'Agriculture                                          |           | Fernand David      | RI    |
| Ministre des Finances                                              |           | Louis-Lucien Klotz | PRRRS |
| Ministre des Travaux publics                                       |           | Jean Dupuy         | PRD   |
| Ministre du Commerce et de l'Industrie                             |           | Gabriel Guist'hau  | PRD   |
| Ministre des Colonies                                              |           | Jean Morel         | PRRRS |
| Ministre du Travail et de la Prévoyance sociale                    |           | René Besnard       | PRRRS |
| Sous-secrétaires d’État                                            |           |                    |       |
| Sous-secrétaire d’État à la Présidence du Conseil et à l’Intérieur |           | Paul Morel         | RI    |
| Sous-secrétaire d’État aux Beaux-Arts                              |           | Léon Bérard        | PRRRS |
| Sous-secrétaire d’État aux Finances                                |           | Élisée Bourely     | PRRRS |
| Sous-secrétaire d'État aux Postes et télégraphes                   |           | Charles Chaumet    | RI    |

## Fin du gouvernement et passation des pouvoirs
Aristide Briand démissionne après la fin du mandat du président Fallières, il est appelé à former un nouveau gouvernement par le nouveau président, Raymond Poincaré à qui il avait apporté son soutien face au candidat Jules Pams.